# Haplochernes boncicus hagai
Haplochernes boncicus hagai es una subespecie de arácnido  del orden Pseudoscorpionida de la familia Chernetidae.

## Distribución geográfica
Se encuentra en Japón.